# Dorcadion chopardi
Dorcadion chopardi är en skalbaggsart som beskrevs av Stefan von Breuning 1948. Dorcadion chopardi ingår i släktet Dorcadion och familjen långhorningar.
Artens utbredningsområde är Iran. Inga underarter finns listade i Catalogue of Life.